# 第九季超級籃球聯賽新人選秀會
2011年第9季SBL超級籃球聯賽新人選秀會為超級籃球聯賽（SBL）在第9季SBL開打之前舉辦的第5屆新人選秀會，於2011年10月7日舉行。本屆新人選秀會共有17人參與，最終有13人獲選，由劉錚成為選秀狀元。

## 選秀結果
本屆新人選秀會採S型選秀。
| [ 1 ] [ 3 ] [ 4 ] | 金酒   | 台灣大 | 臺銀   | 裕隆            | 達欣   | 璞園   | 台啤   |
| ----------------- | ------ | ------ | ------ | --------------- | ------ | ------ | ------ |
| 第一輪→           | 劉錚   | 陳孝榮 | 賴柏霖 | （金酒） 楊曙   | 放棄   | 彭俊諺 | 黃家明 |
| 第二輪←           | 蔡宗儒 | 陳柏廷 | 放棄   | （金酒） 陳濡群 | 不適用 | 林力仁 | 李政翰 |
| 第三輪→           | 許翊誠 | 放棄   | 不適用 | 放棄            | 不適用 | 呂承樺 | 放棄   |
| 第四輪←           | 放棄   | 不適用 | 不適用 | 不適用          | 不適用 | 放棄   | 不適用 |

## 選秀權交易
1. 1 2  裕隆納智捷與金門酒廠進行交易[1][3]：
  - 裕隆納智捷獲得金門酒廠第八季新人選秀會第一輪遴選球員周柏臣
  - 金門酒廠獲得裕隆納智捷第九季新人選秀會第一輪與第二輪選秀權

## 參加名單
華裔球員許夢華因未取得中華民國身份證而無法列入新人選秀會參加名單。
- 劉錚
- 陳濡群
- 蔡宗儒
- 呂承樺
- 彭俊諺
- 林力仁
- 李政翰
- 許翊誠
- 黃家明
- 賴柏霖
- 楊曙
- 陳柏廷
- 李彥霆
- 廖宜賢
- 洪國翔
- 陳孝榮
- 游智凱

參考資料：